# Liste von Persönlichkeiten der Stadt Perleberg
Diese Liste enthält Persönlichkeiten der Stadt Perleberg in Brandenburg. Die Liste erhebt keinen Anspruch auf Vollständigkeit.

## Ehrenbürger
| Name                  | Geboren                       | Gestorben                    | Verleihung der Ehrenbürgerwürde | Beruf/Tätigkeit                                                      |
| --------------------- | ----------------------------- | ---------------------------- | ------------------------------- | -------------------------------------------------------------------- |
| Kaufmann Otto Mertens |                               |                              | 20. März 1858                   | langjähriger Stadtverordneter                                        |
| Gottlieb von Haeseler | 19. Januar 1836 in Potsdam    | 25. Oktober 1919 in Harnekop | 26. Januar 1887                 | Kommandant des von ihm gebildeten Perleberger Ulanen-Regiments Nr.11 |
| Karl Schabrod         | 19. Oktober 1900 in Perleberg | 31. März 1981 in Düsseldorf  | 16. Oktober 1961                | kommunistischer Politiker                                            |

## Bürgermeister seit 1649
| Amtszeit | Name                                  |
| -------- | ------------------------------------- |
| 1649     | Georg Krusemark und Johannes Konow    |
| 1650     | Bernhard Straube und Clemens Konow    |
| 1651     | Johannes Konow und Georg Krusemark    |
| 1652     | Clemens Konow und Bernhard Straube    |
| 1653     | Georg Krusemark und Johannes Konow    |
| 1654     | Bernhard Straube und Clemens Konow    |
| 1655     | Clemens Konow und Johannes Konow      |
| 1656     | Georg Krusemark und Johannes Konow    |
| 1657     | Clemens Konow und Mathias Hasse       |
| 1658     | Johannes Konow und Georg Krusemark    |
| 1659     | Mathias Hasse und Clemens Konow       |
| 1660     | Georg Krusemark und Andreas Krusemark |
| 1661     | Clemens Konow und Georg Krusemark     |
| 1662     | Andreas Krusemark und Georg Krusemark |
| 1663     | Mathias Hasse und Clemens Konow       |
| 1664     | Andreas Krusemark                     |
| 1665     | Clemens Konow                         |
| 1666     | Mathias Hasse                         |
| 1667     | Andreas Krusemark                     |
| 1668     | Clemens Konow                         |
| 1669     | Mathias Hasse und Bernhard Straube    |
| 1670     | Clemens Konow und Daniel Ratiche      |
| 1671     | Bernhard Straube und Mathias Hasse    |
| 1672     | Daniel Ratiche und Clemens Konow      |
| 1673     | Mathias Hasse und Bernhard Straube    |
| 1674     | Daniel Ratiche und Mathias Hasse      |
| 1675     | Daniel Ratiche und Bernhard Straube   |
| 1676     | Mathias Hasse und Bernhard Straube    |
| 1677     | Daniel Ratiche und Mathias Hasse      |
| 1678     | Bernhard Straube und Daniel Ratiche   |

| Amtszeit  | Name                                       |
| --------- | ------------------------------------------ |
| 1679      | Mathias Hasse und Bernhard Straube         |
| 1680      | Daniel Ratiche und Mathias Hasse           |
| 1681      | Bernhard Strabe und Daniel Ratiche         |
| 1682      | Mathias Hasse und Georg Krusemark          |
| 1683      | Daniel Ratiche und Mathias Hasse           |
| 1684      | Georg Krusemark und Daniel Ratiche         |
| 1685      | Mathias Hasse und Georg Krusemark          |
| 1686      | Daniel Ratiche und Mathias Hasse           |
| 1687      | Georg Krusemark und Daniel Ratiche         |
| 1688      | Mathias Hasse und Georg Krusemark          |
| 1689      | Mathias Hasse und Georg Krusemark          |
| 1690      | Georg Krusemark und Stephan Konow          |
| 1691      | Georg Krusemark                            |
| 1692      | Georg Krusemark und Andreas Stappenbeck    |
| 1693      | Andreas Stappenbeck und Georg Krusemark    |
| 1694      | Johann Heinrich Tancke und Georg Krusemark |
| 1697      | Johann Konow                               |
| 1710      | Georg Christian Neumann                    |
| 1714      | Johann Konow                               |
| 1715      | Bernhard Stappenbeck                       |
| 1717      | Georg Konow                                |
| 1719      | Johann Michael Axt                         |
| 1727      | Joachim Christian Dietrich Hindenburg      |
| 1728      | Petrus Schultze                            |
| 1730      | Karl Heinrich Schultz                      |
| 1733      | Eusebius Christian Hichtel                 |
| 1757      | Hindenburg                                 |
| 1757      | Hindenburg                                 |
| 1770      | Samuel Ludwig Betich                       |
| 1783–1788 | Daniel Christoph Salpius                   |

| Amtszeit  | Name                                     |
| --------- | ---------------------------------------- |
| 1789–1795 | Guticke und Senger                       |
| 1796–1821 | Johann Bernhard Stappenbeck              |
| 1821–1822 | Johann Sigismund Schrötter               |
| 1823–1842 | Friedrich Heinrich Eggebrecht            |
| 1843–1849 | Cochius                                  |
| 1850–1851 | Fineisen                                 |
| 1852–1854 | kommissarische Verwaltung durch Sitzmann |
| 1854–1854 | von Kopplow                              |
| 1854–1866 | Rhode                                    |
| 1866–1877 | Reinefarth                               |
| 1877–1884 | Richard Berger                           |
| 1885–1893 | Hugo Kneisel                             |
| 1893–1902 | Dr. Hugo Kronsich                        |
| 1902–1909 | Felix Schoenermarck                      |
| 1910–1919 | Alexander Pohl                           |
| 1919–1924 | Erich Moll                               |
| 1925–1937 | Erich Mende                              |
| 1937–1945 | Dr. Wilhelm Handelmann                   |
| 1945–1947 | Rudolf Borsch                            |
| 1947–1951 | Emil Klein                               |
| 1951–1952 | Gerhard Eggert                           |
| 1952–1966 | Hans-Günther Grabow                      |
| 1966–1973 | Hans Scherke                             |
| 1973–1989 | Karl-Heinz Tesch                         |
| 1989–1993 | Dr. Friederike Fischer                   |
| 1993–2004 | Dietmar Zigan                            |
| 2004–2007 | Manfred Herzberg                         |
| 2007–2015 | Fred Fischer                             |
| 2015–2023 | Annett Jura                              |
| seit 2023 | Axel Schmidt                             |

Quelle: Rat der Stadt Perleberg (Hrsg.): 750 Jahre Perleberg. Druckerei SVZ Wittenberge, Perleberg 1989, S. 32ff.

## Söhne und Töchter der Stadt
| Name                                 | Geboren            | Gestorben         | Beruf/Tätigkeit                                                                                                 |
| ------------------------------------ | ------------------ | ----------------- | --- |
| Joachim Tancke                       | 9. Dezember 1557   | 17. November 1609 | Mediziner, Poet, Astronom und 1593 und 1599 Rektor der Leipziger Universität                                    |
| Joachim Meier                        | 10. August 1661    | 2. April 1732     | Schriftsteller der Barockzeit                                                                                   |
| Johann Rau                           | 11. April 1673     | 24. Februar 1733  | Geistlicher, Propst an St. Nikolai in Berlin                                                                    |
| Ernst Georg Sonnin                   | 10. Juni 1713      | 8. Juli 1794      | Ingenieur und Architekt im Zeitalter der Aufklärung                                                             |
| Ludwig Wilhelm Neumann               | 7. Juli 1762       | 30. November 1847 | Justizrat und Ehrenbürger der Stadt Berlin                                                                      |
| Carl Ludwig Theodor Schlomka         | 13. August 1821    | 22. November 1894 | Reichsgerichtsrat                                                                                               |
| Otto Schlomka                        | 1. November 1823   | 0 1884            | Reichstagsabgeordneter                                                                                          |
| Ernst Ehrenbaum                      | 20. Dezember 1861  | 6. Mai 1942       | Biologe |
| Traugott von Jagow                   | 18. Mai 1865       | 15. Juni 1941     | Verwaltungsbeamter und Politiker                                                                                |
| Walther von Jagow                    | 19. August 1867    | 27. März 1928     | Offizier, zuletzt General der Kavallerie                                                                        |
| Max Zeisig                           | 1867               | 1937              | Fotograf |
| James Broh                           | 9. November 1867   | 0 1942            | Jurist, Publizist und linker Politiker                                                                          |
| Rudolf Bosselt                       | 29. Juni 1871      | 2. Januar 1938    | Bildhauer, Medailleur und Reformpädagoge                                                                        |
| Rudolf Müller-Erzbach                | 23. März 1874      | 4. August 1959    | Jurist und Hochschullehrer                                                                                      |
| Anna von Palen                       | 26. Mai 1875       | 27. Januar 1939   | Stummfilmstar                                                                                                   |
| Erich Zweigert                       | 20. November 1879  | 23. Oktober 1947  | Verwaltungsjurist                                                                                               |
| Gustav Wölkerling                    | 4. Mai 1882        | 23. Oktober 1954  | Spion |
| Walter Graf von Brockdorff-Ahlefeldt | 13. Juli 1887      | 9. Mai 1943       | General im Zweiten Weltkrieg                                                                                    |
| Karl Mohns                           | 18. September 1887 | 5. August 1939    | Pilot |
| Lotte Lehmann                        | 27. Februar 1888   | 26. August 1976   | deutsche und US-amerikanische Opernsängerin                                                                     |
| Otto Kannengießer                    | 19. August 1893    | 9. Oktober 1958   | Politiker (NSDAP)                                                                                               |
| Eva Rechel-Mertens                   | 7. März 1895       | 12. Oktober 1981  | Übersetzerin |
| Hermann-Heinrich Behrend             | 25. August 1898    | 19. Juni 1987     | Offizier, zuletzt Generalmajor im Zweiten Weltkrieg                                                             |
| Fritz-August Wilhelm Markmann        | 23. September 1899 | 13. März 1949     | Oberbürgermeister von Magdeburg                                                                                 |
| Karl Schabrod                        | 19. Oktober 1900   | 31. März 1981     | kommunistischer Politiker, Mitglied des Landtages in Nordrhein-Westfalen                                        |
| Alfred Burgemeister                  | 22. Juli 1906      | 23. April 1970    | CDU-Politiker, Mitglied des Bundestages                                                                         |
| Eleonore Dörner                      | 20. November 1912  | 8. Juni 1997      | Germanistin und Schriftstellerin                                                                                |
| Paul Lüth                            | 20. Juni 1921      | 6. August 1986    | Arzt und Publizist                                                                                              |
| Hans-Joachim Kunst                   | 5. Juli 1929       | 7. Februar 2007   | Kunsthistoriker                                                                                                 |
| Hubert Fichte                        | 21. März 1935      | 8. März 1986      | Schriftsteller                                                                                                  |
| Armin Hiller                         | 22. Dezember 1938  |                   | Diplomat |
| Jens Witte                           | 11. Februar 1941   | 12. Juni 2003     | Chirurg in Augsburg, Präsident des BDC                                                                          |
| Rosemarie Ambé                       | 7. Februar 1941    | 16. Juni 2014     | Schlagersängerin und Fernsehmoderatorin                                                                         |
| Jürgen Borchert                      | 25. Mai 1941       | 1. März 2000      | Feuilletonist zu Themen der Prignitz und Mecklenburgs                                                           |
| Werner Lehfeldt                      | 22. Mai 1943       |                   | Slawist |
| Dörte von Westernhagen               | 5. August 1943     |                   | Schriftstellerin                                                                                                |
| Peter Wellmann                       | 26. August 1943    | 29. Mai 2014      | Politiker (SPD)                                                                                                 |
| Karsten Witte                        | 8. Juni 1944       | 23. Oktober 1995  | Filmwissenschaftler                                                                                             |
| Christian Spiering                   | 0 1948             |                   | Physiker |
| Christa Panzner                      | 7. Juni 1948       |                   | Malerin |
| Norbert Thiede                       | 3. April 1949      |                   | Diskuswerfer, Olympiateilnehmer 1976                                                                            |
| Rolf Wurzer                          | 8. Juni 1951       | 4. Juni 1984      | Maler und Grafiker                                                                                              |
| Christina Voß                        | 7. Juli 1952       |                   | Handballspielerin                                                                                               |
| Jürgen Utikal                        | 19. Juni 1955      |                   | Leichtathlet |
| Uwe Czubatynski                      | 2. Mai 1965        |                   | Pfarrer und Bibliothekar                                                                                        |
| Thomas Domres                        | 4. Juli 1970       |                   | Politiker (PDS, Die Linke)                                                                                      |
| Frank Rieger                         | 6. Dezember 1971   |                   | Hacker, Sachbuchautor, Technikpublizist, Internetaktivist und einer der Sprecher des Chaos Computer Clubs (CCC) |
| Tino Schopf                          | 29. Oktober 1974   |                   | Politiker (SPD)                                                                                                 |
| Gordon Hoffmann                      | 31. Dezember 1978  |                   | Politiker (CDU)                                                                                                 |
| Benjamin Mielke                      | 6. Februar 1981    |                   | Bobfahrer |
| Fait-Florian Banser                  | 20. Februar 1982   |                   | Fußballspieler                                                                                                  |
| Stefanie Thurmann                    | 25. März 1982      |                   | Sportschützin                                                                                                   |
| Robert Bläsing                       | 27. November 1982  |                   | Politiker (FDP)                                                                                                 |
| Stefan Uhmann                        | 28. April 1986     |                   | Volleyball- und Beachvolleyballspieler                                                                          |
| Kerstin Wolter                       | 1986               |                   | Politikerin (Die Linke)                                                                                         |
| Adrian Hanack                        | November 1990      |                   | Jazzmusiker |

## Personen, deren Wirken mit Perleberg verbunden ist
| Name                       | Geboren           | Gestorben                      | Beruf/Tätigkeit |
| -------------------------- | ----------------- | ------------------------------ | --- |
| Gottfried Arnold           | 5. September 1666 | 30. Mai 1714                   | Pfarrer in Perleberg, Verfasser der „Unparteyischen Kirchen- und Ketzer-Historie“ (1699/1700)                                                                                         |
| Benjamin Bathurst          | 14. März 1784     | verschwunden 25. November 1809 | Britischer Diplomat, der am 25. November 1809 auf bis heute ungeklärte Weise in Perleberg verschwand                                                                                  |
| August Heinrich Höpfner    | 24. August 1830   | 12. März 1901                  | Oberlehrer in Perleberg und Stadt-Poet |
| Paul Albert Glaeser-Wilken | 3. August 1874    | 4. August 1942                 | Schauspieler und Regisseur, gab von 1939 bis zu seinem Lebensende Sprach- und Sprechunterricht in Perleberg; Grabstätte in Groß Buchholz.                                             |
| Lisbeth Glaeser-Wilken     | 1. April 1887     | 11. April 1977                 | Schauspielerin und Lehrerin, Ehefrau des Schauspielers Paul Albert Glaeser-Wilken, lebte von 1939–1953/54 in Groß Buchholz und erteilte zu dieser Zeit in Perleberg Klavierunterricht |
| Hermann Henneberg          | 31. August 1904   | 1. April 1984                  | Sportmediziner und Namenspatron einer Laufgruppe |
| Eva-Maria Hagen            | 19. Oktober 1934  | 16. August 2022                | kam nach dem Zweiten Weltkrieg mit ihrer Familie nach Perleberg und ging hier einige Jahre zur Schule                                                                                 |
| Angela Merkel              | 17. Juli 1954     |                                | Bundeskanzlerin, ist kurz nach ihrer Geburt mit ihrer Familie in das Dorf Quitzow gezogen, ihr Vater trat dort eine Stelle als Pfarrer an                                             |
| Jürgen Rogge               | 10. Oktober 1940  | 2. Oktober 2021                | Psychiater und Schriftstellerarzt, von 1991 und bis 2005 in eigener Niederlassung tätig                                                                                               |